# زعبوب وزعبوبة
زعبوب وزعبوبة مسلسل رسوم متحركة كندي عرض لأول مره في 1 أبريل 1999 واستمر عرضه حتى 1 مايو 2000 . تمت دبلجة المسلسل للغة العربية بواسطة مركز الزهرة وعرض على قناة سبيس تون .

## الأصوات العربية
- يحيى الكفري
- لورا أبو أسعد
- محمد خاوندي
- منصور السلطي
- قمر خلف
- مأمون الفرخ
- فاتن عيدو
- سيف أبو أسعد
- همسة الحايك
- سوسن صيداوي
- أماني الحكيم

## روابط خارجية
- زعبوب وزعبوبة على موقع IMDb (الإنجليزية)
- زعبوب وزعبوبة على موقع ميتاكريتيك (الإنجليزية)
- زعبوب وزعبوبة على موقع قاعدة بيانات الفيلم (الإنجليزية)